# Marshall Amplification
Marshall Amplification — англійська компанія з виробництва музичних звукових підсилювачів і акустичних систем, заснована Джимом Маршаллом в 1962 році. Підсилювачі Marshall загальновідомі та дуже популярні серед гітаристів. В наші дні вигляд та звук маршалловського стеку є канонічним образом в популярній культурі. Спочатку підсилювачі Marshall створювались як пряма копія підсилювачів Fender, але скоро додали характерних рис, які зробили їх сприятливими для гітаристів, що шукають більш важкий звук.

## Історія
Джим Маршалл вперше спробував себе в бізнесі на початку 60-х років за маленькою крамницею в Hanwell, Лондон, торгуючи барабанами, цимбалами та аксесуарами для барабанів. Джим Маршалл також викладав гру на барабанах. За словами Джима, Річі Блекмор, Піт Таунсенд та інші гітаристи часто заходили в крамницю та питали чому Джим не продає чи виготовляє обладнання для гітар. Пізніше Marshall Ltd. розширилось та почало продаж гітар та підсилювачів, найвидатнішими з яких на той час були підсилювачі від Fender імпортовані з Америки. Вони були дуже популярні серед гітаристів та бас-гітаристів, але також дуже дорогими, це наштовхнуло Джима Маршалла на думки про виготовлення подібної продукції за меншу ціну.

## Ресурси Інтернету
- Офіційний сайт Marshall [Архівовано 12 січня 1998 у Wayback Machine.]